# Exmes
Exmes era una comuna francesa del departamento de Orne, situado en la región de Normandía, que el 1 de enero de 2017 pasó a ser una comuna delegada de la comuna nueva de Gouffern en Auge al fusionarse con las comunas de Aubry-en-Exmes, Avernes-sous-Exmes, Chambois, Courménil, Fel, La Cochère, Le Bourg-Saint-Léonard, Omméel, Saint-Pierre-la-Rivière, Silly-en-Gouffern, Survie, Urou-et-Crennes y Villebadin.
Tiene una población estimada, a inicios de 2021, de 269 habitantes.

## Demografía
| Gráfica de evolución demográfica de Exmes entre 1800 y 2021 |
|                                                             |

Los datos demográficos en este gráfico de la comuna de Exmes se han cogido de 1800 a 1999 de la página francesa EHESS/Cassini, y los demás datos de la página del INSEE.